# Cemal Gürsel
Cemal Gürsel (tiếng Thổ Nhĩ Kỳ: [dʒeˈmaɫ ɟyɾˈsel]; 13 tháng 10 năm 1895 – 14 tháng 9 năm 1966) là sĩ quan quân đội người Thổ Nhĩ Kỳ, và Tổng thống Thổ Nhĩ Kỳ thứ 4 kể từ sau cuộc đảo chính 1960 chống lại Celâl Bayar.